# Unde înfloresc crinii
Unde înfloresc crinii (titlul original: în engleză Where the Lilies Bloom) este un film dramatic american, realizat în 1974 de regizorul William A. Graham, după romanul omonim al scriitorilor Bill și Vera Cleaver, protagoniști fiind actorii Julie Gholson, Jan Smithers, Matthew Burril și Harry Dean Stanton.

## Rezumat
O familie de patru copii decide să nu spună nimănui că tatăl lor văduv a murit și să trăiască singuri în pădurea rurală din Carolina de Nord. Dacă statul află că sunt singuri, ei vor fi despărțiți și trimiși să locuiască în case de plasament...

## Distribuție
- Julie Gholson – Mary Call
- Jan Smithers – Devola
- Matthew Burril – Romey
- Helen Harmon – Ima Dean
- Harry Dean Stanton – Kiser Pease
- Rance Howard – Roy Luther
- Tom Spratley – Mr. Connell
- Helen Bragdon – Mrs. Connell
- Alice Beardsley – Goldie Pease
- Sudie Bond – Miss Fleetie
- Bob Cole – Hyder Graybeal
- Martha Nell Hardy – Rose Graybeal
- Resi Sinclair – Alma Graybeal
- Gregg Parrish – Gaither Graybeal
- Janine Hughes – prima fată
- Karen Moody – a doua fată
- Tom Guinn – Buck Morris
- George Stenhouse – ministrul

## Melodii din film
- Where the Lilies Bloom (Unde înfloresc crinii) – compus de Barbara Mauritz, interpretat de Barbara Mauritz [cântecul din generic]
- All the Things Inside of Me – compus de Barbara Mauritz, interpretat de  Barbara Mauritz
- My Country, 'Tis of Thee – textul Samuel Francis Smith, muzica de Henry Carey (nemenționat)
- Bridal Chorus (Corul miresei) din "Lohengrin" – compus de Richard Wagner, [interpretat la nunta lui Kiser și Devola]

## Premii și nominalizări
- Globul de Aur 1975
  - Globul de Aur pentru Revelația feminină a anului pentru Julie Gholson

## Lansare
Filmul Unde înfloresc crinii a avut premiera în San Francisco pe data de 10 aprilie 1974.
În România premiera filmului a avut loc la data de 5 septembrie 1977 la „Palatul Sporturilor și Culturii” din capitală.</ref>